# Спасо-Преображенский монастырь (Старая Русса)
Старорусский Спасо-Преображенский монастырь — недействующий мужской монастырь Русской православной церкви в Старой Руссе. Находится на северо-восточной стороне города, невдалеке от правого берега реки Полисти.

## История

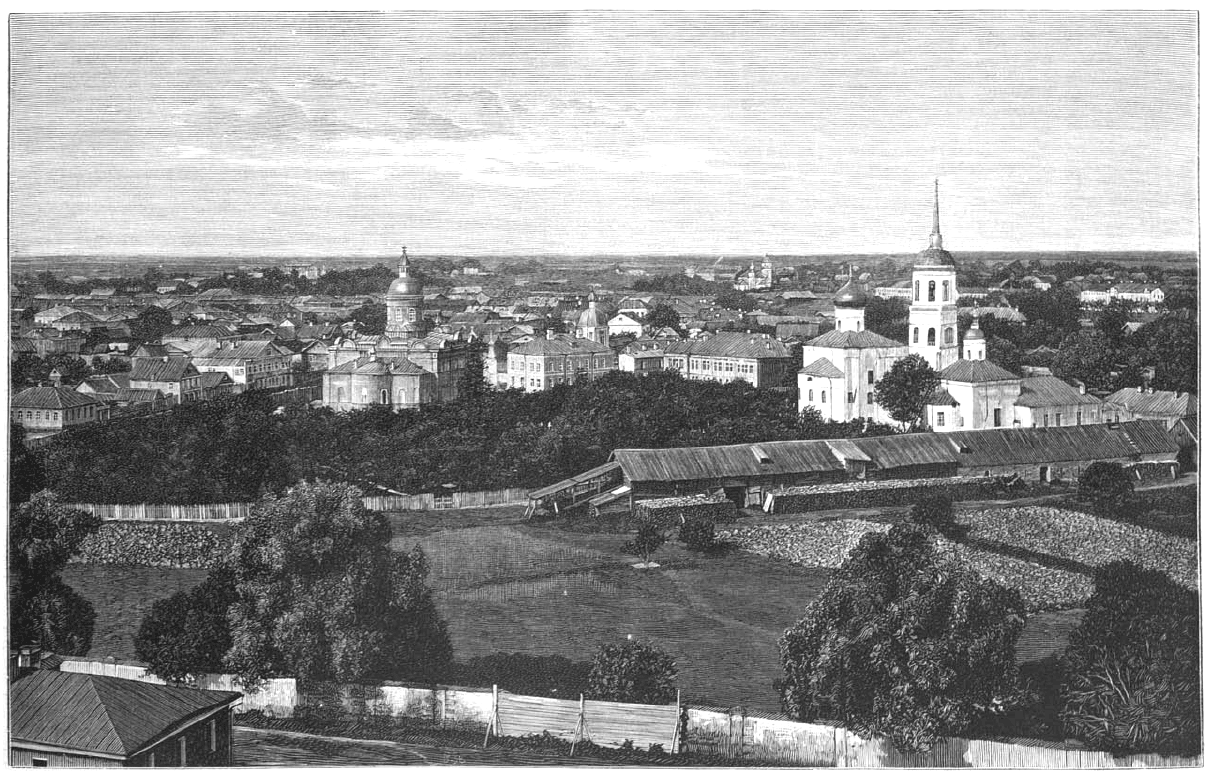
Старая Русса. Спасо-Преображенский монастырь. Общий вид монастыря с восточной стороны. Гравюра Э. Унмута с фотографии В. Кузнецова (1892 г.).

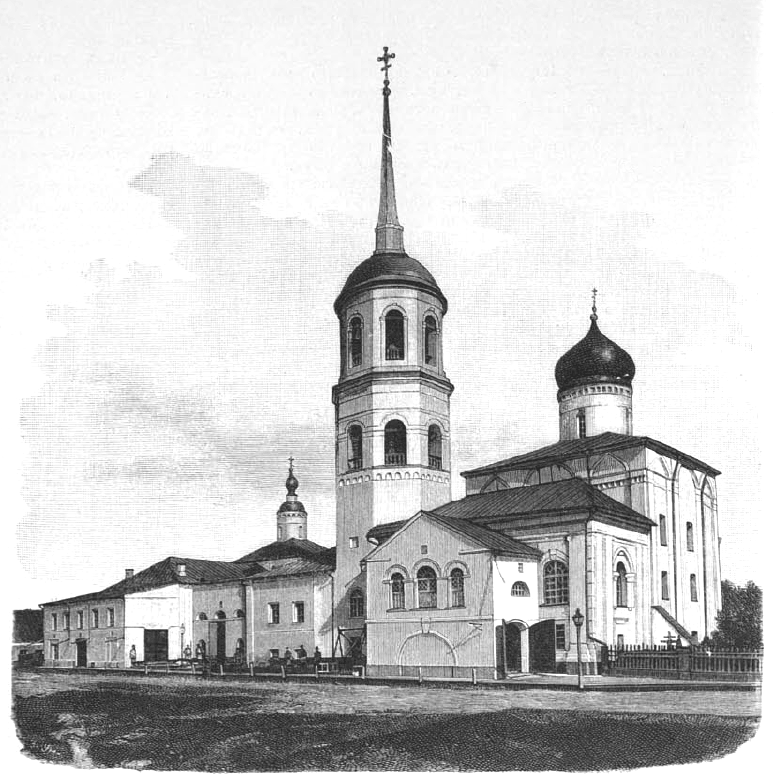
Древние храмы монастыря: Соборный во имя Преображения Господня, во имя Сретения Господня и Рождества Христова. Гравюра Э. Унмута с фотографии В. Кузнецова (1892 г.).

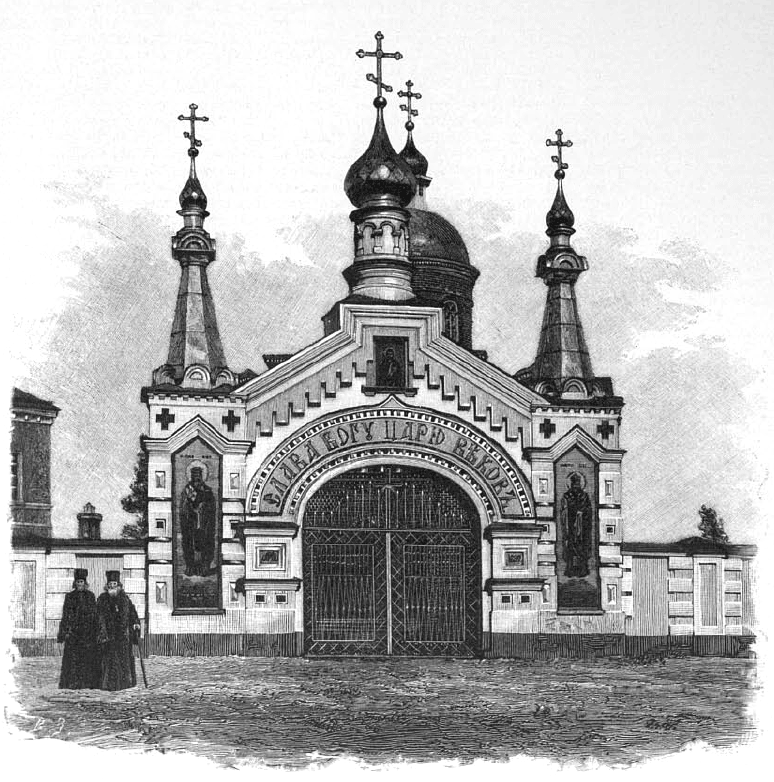
Новые монастырские ворота, сооруженные к 700-летнему юбилею монастыря (август 1892 г.). Гравюра В. Зейпеля с фотографии В. Кузнецова (1892 г.).

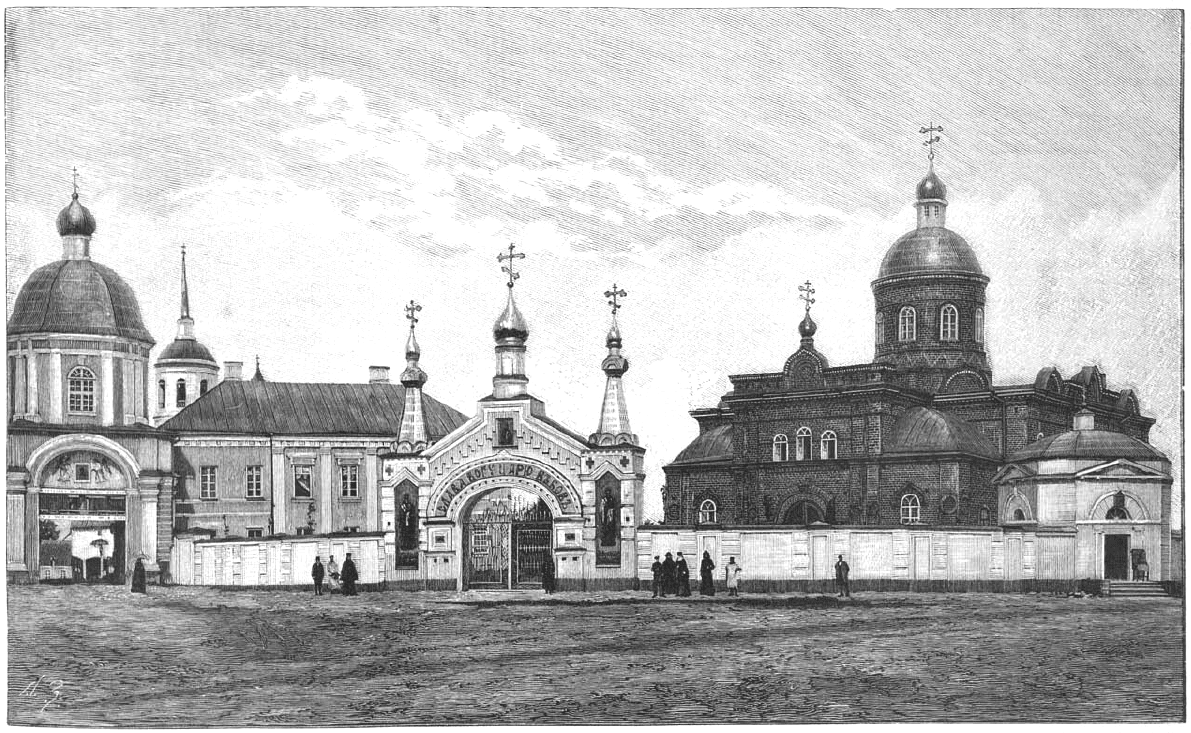
Вид монастыря с юго-западной стороны. Гравюра А. И. Зубчанинова с фотографии В. Кузнецова (1892 г.).

Монастырь основан в конце XII века, при новгородском князе Ярославе Владимировиче и владыке новгородском, святом архиепископе Григории. Основателем и первым игуменом монастыря был священноинок Мартирий, по сказанию Новгородской Первой летописи, уроженец Старой Руссы, который позднее имел прозвище Рушанин. В 1192 году он построил деревянную церковь во имя Преображения Господня, которую в том же году на праздник Успения Пресвятой Богородицы освятил св. Григорий, архиепископ новгородский, и назвал монастырём. О построении этой церкви в новгородском летописце под 6700 (1192) годом сказано:

В то же лето в Русе сърубиша церковь на острове, Мартурии игумен, в имя святого Преображения, и створи манастырь, и быть прибежище крьстьяном.
Вскоре деревянная церковь сгорела и Мартирий, возведённый в сан архиепископа в 1193 году, приказал построить на её месте каменную однопрестольную церковь, строительство которой продолжалось с 24 мая по 31 июля 1196 года, а освящение было произведено св. архиепископом Мартирием в день Успения Пресвятой Богородицы, то есть в тот же день, в который была освящена и первая церковь. В 1199 году преемник Мартирия архиепископ Митрофан украсил «владычню церквовь св. Спаса» в старорусском монастыре настенной иконописью.
Первоначально монастырь назывался «в Русе на посаде», впоследствии именовался Спасским и Спасо-Преображенским. Место, на котором он был основан, называлось также «островом», так как огибавший монастырь и впадавший в Полисть, образовывал остров.
В первой половине XIII века литовцы неоднократно вторгались в новгородские земли. В один из таких набегов, в 1234 году, литовцы ограбили монастырь и убили четырёх иноков. За 200 с лишним лет, от времени и от разорений литовцев, каменный храм, основанный св. архиепископом Мартирием, совершенно обветшал и грозил падением. В 1442 году при князе Василии Васильевиче Тёмном архиепископ новгородский св. Евфимий разобрал этот храм и на его месте (а также на сохраненном фундаменте) воздвиг новый, каменный, гораздо выше прежнего, украсив его иконописью.
В Смутное время монастырь неоднократно опустошали шведы. В подробной описи Старой Руссы, произведённой боярином Александром Чоглоковым в 1625 году, через 8 лет после освобождения города от шведов, указывается, что Спасский монастырь на посаде разорён и дворы около него выжжены. После шведского разорения старанием игумена Авраамия в 1628 году была восстановлена церковь Преображения Господня с устройством в ней вместо деревянной каменной паперти. Кроме того, после разорений XVI века в монастыре существовали две деревянные церкви: Рождества Христова и Сретения Господня. В 1630 году была построена каменная трехъярусная колокольня, а деревянные церкви Рождества Христова и Сретения Господня были заменены каменными.
Согласно монастырской описи 1739 года, в обители кроме трёх каменных церквей (одна из которых была с кухней, трапезной и кладовыми) и колокольни имелись также деревянные архимандричьи, братские, больничные и гостиные кельи с сенями и чуланами, квасоварня, солодожня, квасные и пивные погребы, овин, хлебные амбары, конюшенный двор, «работницкая изба», баня, гумно с ригами, несколько садов и огородов. Монастырь окружала ограда в 263 сажени с каменными и двумя деревянными воротами. В начале XVIII века к монастырю был приписан Козмодемьянский, в 1752 году — Леохновский, в 1764 году — Кречев Николаевский монастыри. В эти же годы в Спасо-Преображенском монастыре была введена архимандрития. По росписи 1768 года все помещения монастыря (кроме церквей) указаны деревянными, каменный одноэтажный настоятельский комплекс появился лишь в конце 1780-х годов. С этим, видимо, связано причисление Спасо-Преображенского монастыря при учреждении духовных штатов в 1764 году лишь к третьему, самому низкому, классу.
В конце XVII — начале XVIII веков монастырь по своим земельным владениям числился среди богатых монастырей. Но с 1764 года он, подобно многим другим монастырям, лишился своих вотчин, а следовательно и главных средств к существованию.
При учреждении монастырских классов в 1764 году Старорусский монастырь помещен был в число штатных третьеклассных. В начале XIX века в монастыре основано духовное училище. Возведено несколько каменных зданий, сооружена каменная ограда с башенками. Парадным был вход с Александровской улицы через южные врата с восьмиугольной башней над ними, в которой была устроена церковь Всех Святых, которая вскоре была упразднена из-за тесноты и неудобства. Притвор церкви Рождества и старая трапезная были соединены каменной вставкой. 15 марта 1830 года монастырь причислен ко второму классу с увеличением штатного жалованья. В 1880—1890-х годах возведён новый большой собор в честь возвращённой городской святыни — Иконы Старорусской Божией Матери и несколько каменных корпусов. Территория к востоку от центра была занята садом и кладбищем, на котором с начала XIX века за определённую плату было разрешено хоронить известных граждан города. 10 января 1892 года монастырь причислен к первому классу.
С самого основания монастыря до 1798 года настоятельство было игуменское с промежутками строительского и архимандритского. С 1798 по 1917 монастырь управлялся архимандритами. В 1917—1922 годах монастырем управлял епископ Димитрий (Сперовский). После закрытия монастыря большинство храмовых зданий не были разрушены, пострадали лишь второстепенные постройки. На их месте были построены жилые дома. В годы Великой Отечественной войны в монастыре находилась немецкая комендатура. В ходе боёв за город монастырь сильно пострадал. В 1960-х годах были проведены реставрационные работы под руководством Т. В. Гладенко. После их завершения в 1973 году в зданиях монастыря разместился краеведческий музей.
В настоящее время от ансамбля монастыря сохранились четыре каменные церкви, два каменных корпуса XIX века и остов собора Старорусской иконы Божией Матери, перестроенный под спортивную школу.

## Храмы

### Собор Спаса Преображения
Деревянная церковь возведена в 1192 году игуменом Мартирием, сгорела, видимо, через два года во время пожара, уничтожившего город.
В 1198 году владыка Мартирий построил в основанном им монастыре каменную церковь. В середине XV века она была разобрана почти до земли, и на старом основании возведена заново. Позднее в 1690-х и начале XIX века подвергалась ряду перестроек.
После Октябрьской революции храм был закрыт одним из первых в 1920-е годы. Возможно с 1930 года использовался в качестве хранилища зерна, наряду с другими храмами Новгорода и Старой Руссы. В годы войны храму были причинены большие разрушения: кладка была местами разрушена, имелись проломы на северной апсиде и в нижней части южного фасада и с северной стороны барабана, южная стена притвора уничтожена полностью, стены храма покрыты трещинами и провалами.
Храм до пристройки с запада в 1806 году архимандритом Моисеем паперти был квадратным. До 1835 года, когда архимандрит Антоний пристроил к ней двухэтажное крыльцо, вход в храм также располагался внутри паперти. Купол собора первоначально был покрыт лемехом, однако при игумене Германе к 1786 году он был обит полированной жестью, а яблоко (венчающая купол сфера, расположенная под крестом) и крест — позолочены. Деревянная кровля в 1816 году при архимандрите Дионисии была покрыта листовым железом и окрашена медянкой.
В 1805 году при архимандрите Моисее в храм из новгородской Софии была перенесена рака с частицами мощей различных святых. Внутреннее украшение храма неоднократно менялось: так, в 1199 и 1442 годах его стены были расписаны живописью, в 1801 году Новгородская духовная консистория позволила архимандриту Иннокентию расписать стены «греческим письмом», а в 1837 году архимандрит Антоний снова «произвел стенное писание» вместе с обновлением иконостаса.

### Храм Рождества Христова
Церковь Рождества Христова примыкает к колокольне с северной стороны. Притвор церкви на втором этаже сообщается с храмом «под колоколы». Благодаря летописным источникам и натурным данным реставраторов В. Я. Ядрышников относит сооружение деревянной церкви к 1620 году, а возведение каменной — к 1630.
В 1835 году в подцерковье была устроена церковь Козьмы и Дамиана, упразднённая в 1892 году. Тогда же была сооружена каменная пристройка, связавшая притвор церкви Рождества и трапезную. В 1892 году Рождественский храм был передан духовному училищу. После революции в здании церкви располагался уездный архив.
В военные и послевоеные годы храм был сильно разрушен. После реставрационных работ на верхнем этаже церкви были размещены экспозиции краеведческого музея, а внизу — хранилище фондов.

### Храм Сретения с трапезной
Церковь Сретения с трапезной располагается в 8 метрах от Рождественского храма. Дата её строительства относится к 1630 году, на основании более древней, деревянной церкви 1530—1540-х годов. Представляет собой монастырскую трапезную с церковью. Состоит из двух двухэтажных зданий — храма и трапезной. С северной стороны ранее примыкал каменный двухэтажный братский корпус. Особенностями храма является его асимметричность (церковь расположена не строго по продольной оси трапезной, а сдвинута к югу) и строгое декоративное решение.
В 1940-х годах здание сильно пострадало: были утрачены кровля и стропильная система, части свода церкви и трапезной, многие участки грозили разрушением.

### Храм иконы Божией Матери Старорусская
В 1888 году в Старую Руссу была возвращена чудотворная икона Старорусской Божией Матери, находившаяся в Тихвине с 1570 года. Для её размещения в июне 1889 года был заложен собор Старорусской иконы Божией Матери, который был освящён 31 августа 1892 года.
В 1960-е годы собор был перестроен и превращён в спортивную школу.

### Колокольня
Четырёхъярусная колокольня примыкает к притвору церкви Спаса. Построена она после «шведского разорения» в конце 1620-х годов. Она является не обычной колокольней, а столпообразным храмом «под колоколы», или просто «столпом». В 1818 году колокольня сильно перестраивалась: её завершение было разобрано, был достроен дополнительный круглый ярус, при этом уничтожен ряд окон, уничтожены куранты и часть декора. В XVIII веке первый этаж сдавался а аренду под склад казённого вина.
В 1930 году был утрачен шпиль, в следующем году сняты колокола. В годы войны на верхнем ярусе немцы устроили железобетонный дот. В ходе реставрационных работ было установлено, что из всех новгородских столпообразных храмов старорусский сохранился в наиболее полном виде, было принято решение разобрать надстройку XIX века и восстановить храм в древнем виде.

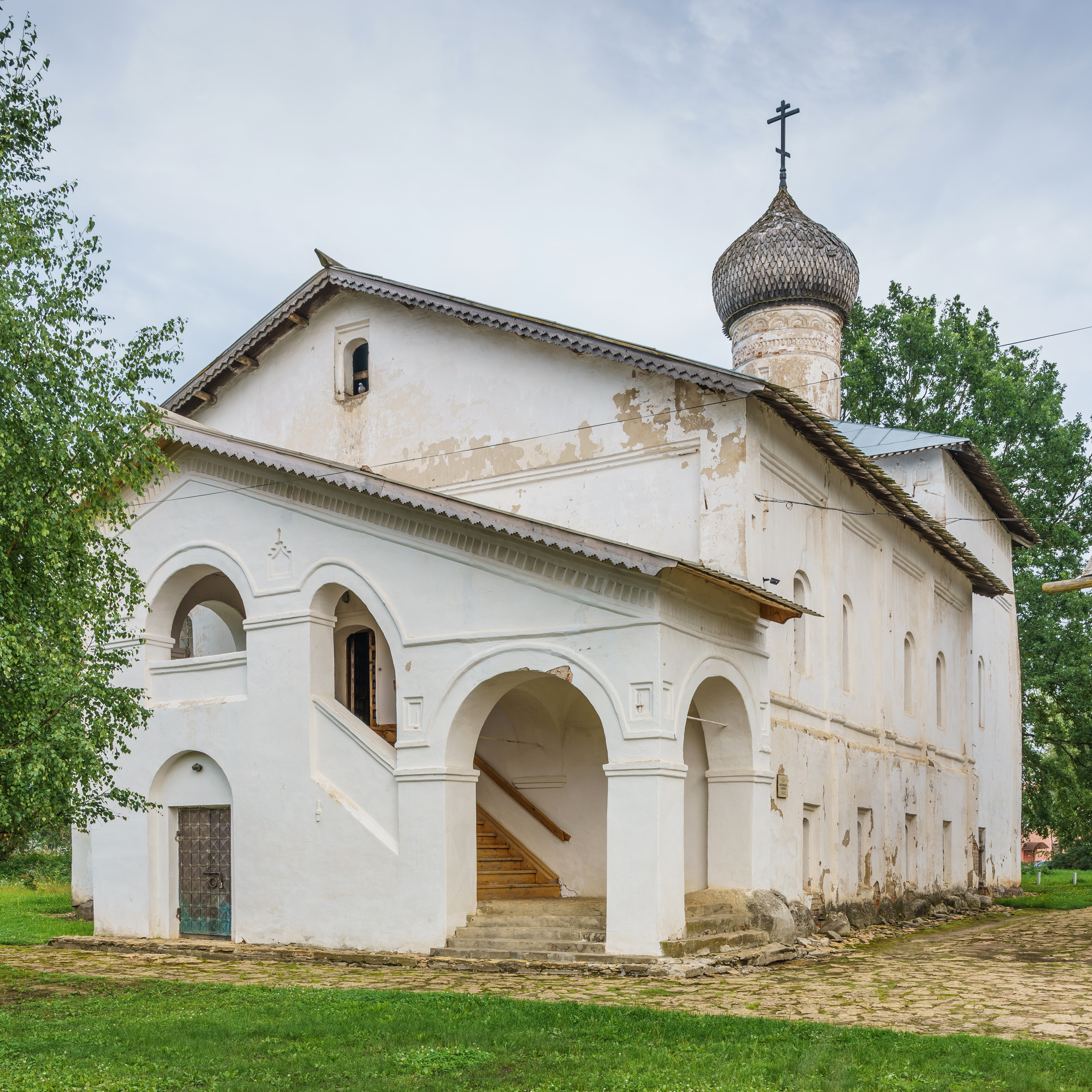
Храм Сретения с трапезной
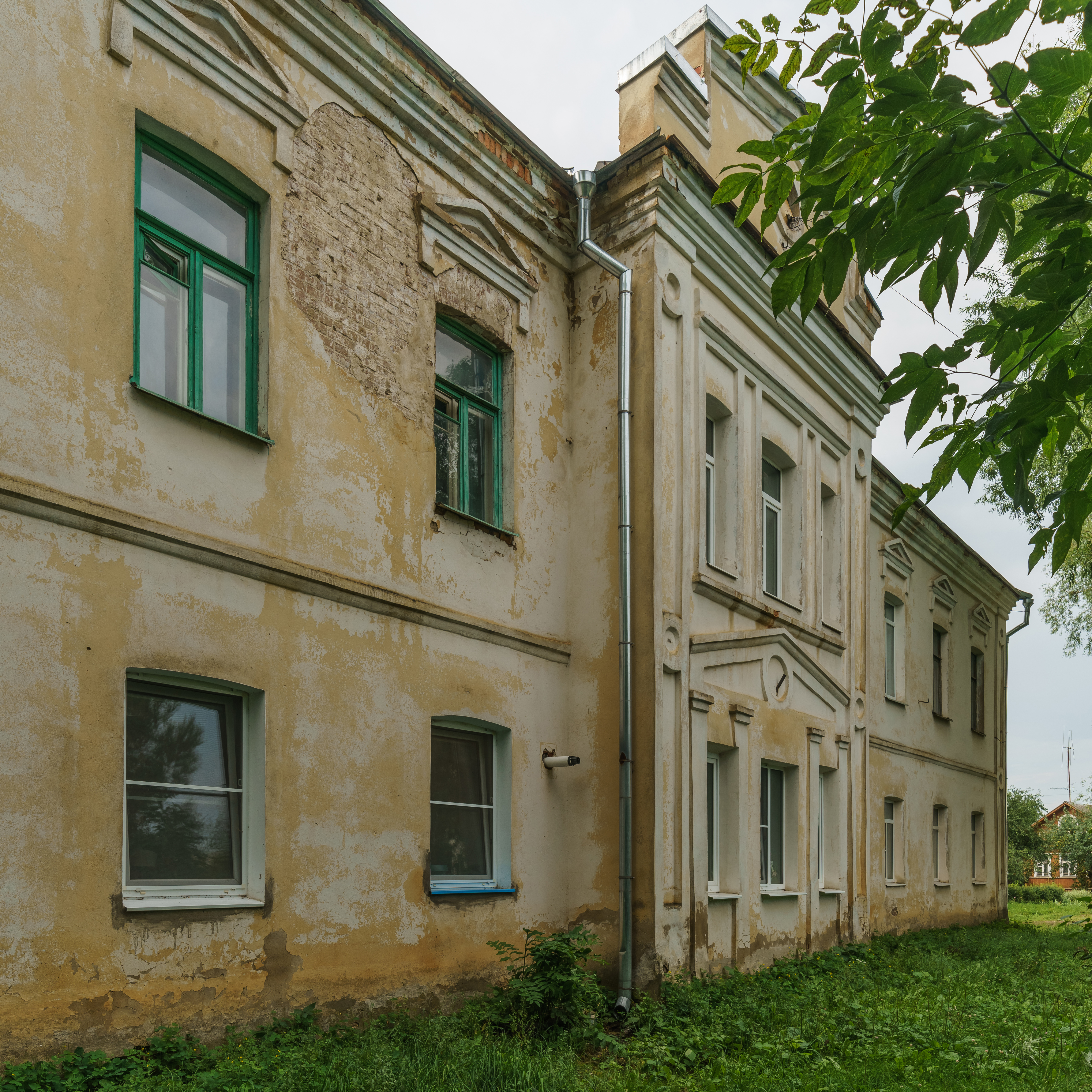
Бывший братский корпус
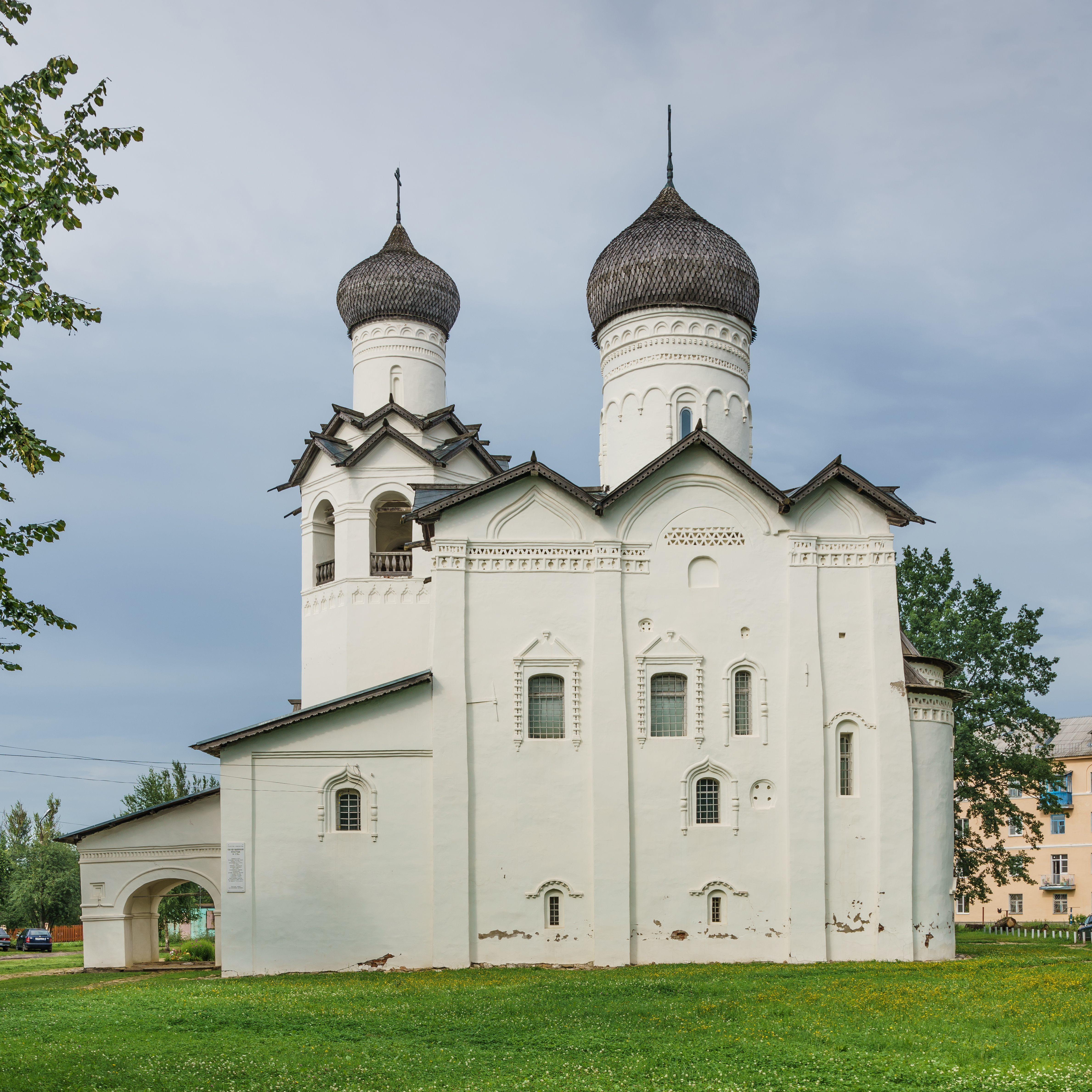
Колокольня и Спасо-Преображенский собор
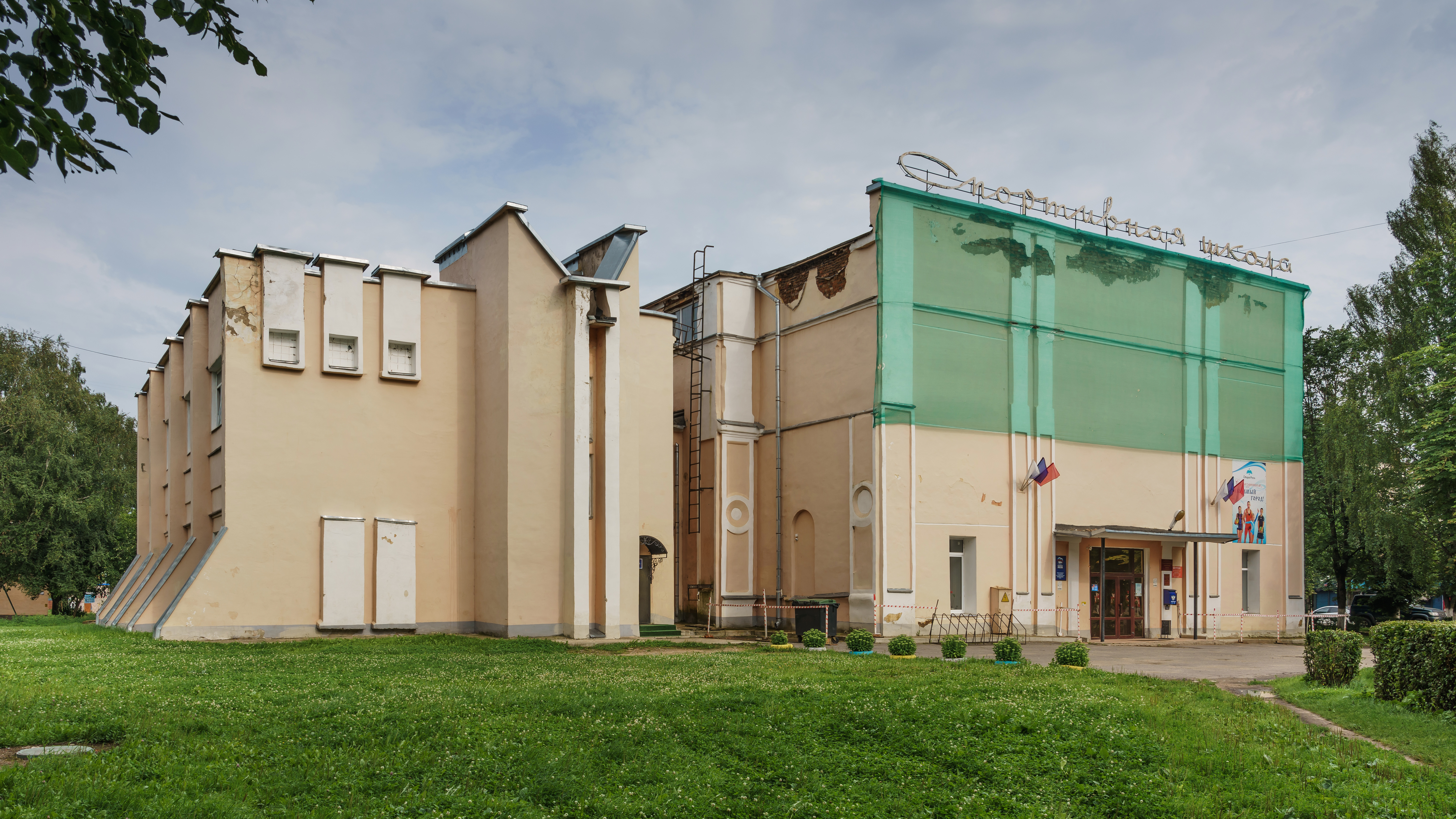
Спортивная школа — бывший храм иконы Божией Матери Старорусская

## Достопримечательности
В храме находились (в настоящий момент местонахождение их не известно):
1.По прошению архимандрита Моисея с благословения преосвященнейшего Амвросия, митрополита Новгородского и С.-Петербургского для благолепия и украшения св. обители, перенесены из новгородского Софийского собора 23 сентября 1805 года части св. мощей, числом 50, следующих угодников Божиих: 1. Никиты, епископа Новгородского, 2. Иоанна, архиепископа Новгородского, 3. священномученика Антипы, епископа Пергамского, 4. Преподобного Антония Римлянина, 5. Апостола Андрея Первозванного, 6. Евфимия, архиепископа Новгородского, 7. Иоанна Златоустого, 8. Преподобного Иоанна Дамаскина, 9. Преподобного Макария Египетского, 10. Преподобного Ефрема Новоторжского, 11. Препод. Отец, в Синае и Раифе избиенных, 12. Св. мучен. Параскевы, 13. Святого благоверного князя Феодора Ярославича. 14. Св. Моисея, архиепископа Новгородского, 15. Св. великомученика Никиты, 16. Св. Епифания, епископа Кипрского, 17. Св. мученика Иоанна воина, 18. Апостола Иакова, брата Божия, 19. Св. Гурия в Варсонофия Казанских, 20. Св. великомученика Феодора Тирона, 21. Апостола Анания, 22. Ризы св. Ионы, архиепископа Новгородского, 23. Св. благоверных князей Феодора и Давида Ярославских 24. четыредесяти мучеников, иже в Севастии, 25. Св. мученика Пантелеймона, 26. Св. Николая, архиепископа Мирликийского, 27. Св. великомученицы Варвары, 28. Великомученика Георгия, 3. Св. благоверного князя Михаила Черниговского, 30. Преподобного Алексея — человека Божия, 31. Преподобного Евфимия Суздальского, 32. Стефана, епископа Пермского, 33. Св. Климента, папы Римского, 34. Св. мученика Меркурия, 35. Св. мученика Прокопия, 36. младенцев, избиенных Иродом в Вифлиеме, 37. Св. архидиакона Стефана, 38. Св. Иакова Боровичского, 39. Св. мученика Христофора, 40. Св. мученика Иакова Персиянина, 41. Св. мученика Феогния и Кизических мучеников; 42. Антипатра, 43. Феостиха, 44. Артемия, 45. Феодота, 46. Магна, 47. Фавмасия, 48. Филимона, 49. Руфа и 50. Преп. Моисея Мурина.
Частицы мощей всех сих св. угодников Божиих вставлены в кипарисную доску и хранятся в серебряном вызолоченном ковчеге. По углам сего ковчега четыре финифтевые клейма с изображением евангелистов. Самый ковчег помещается в бронзовой раке.
2. Кадило серебряное, литое с крышкою, в виде башенки и с крестом, 1641 года.
3. Евангелие печатное в лист 1644 года, пожертвованное митрополитом Ростовским Варлаамом.
4. Два печатные Евангелия 1685 и 1698 года. Для евангелия 1698 года выполнен новый оклад в феврале 1856 года, работы Ф. А. Верховцева.
5. Евангелие в лист, писано полууставом с киноварью священноиноком Андреем. На обороте последнего листа древнею скорописью значится следующее: «Лета 7100 (1592) г. марта 26 дня положил сию книгу Евангелие в дом всемилостивому Спасу в Старой Руссе священноинок Андрей». Пониже сей другая надпись: «Лета 7117 (1609) года апреля 23, пан ляховския земли Иван Федоров сын Черновский, услышав, что то святое Евангелие всемилостивого Спаса, взял у государева войска у казаков и отдал ко всемилостивому Спасу, в монастырь в Старой Руссе и о здравии его за то Бога молить, а по смерти его поминати, а подписал многогрешный Богданко Петров».
6. Крест напрестольный, серебряный, позлащенный, с мощами. На нём распятие Господне литое, вокруг распятия четыре круглых клейма с изображениями: двух ангелов, Богоматери, Иоанна Богослова и Николая чудотворца. На обороте креста в кругах 15 изображений разных святых и внизу надпись: "И бысть сделан сей животворящий крест Господень с чудотворными мощами в Старую Руссу Преображению Спаса Господа нашего Иисуса Христа, индикта, лета 7100 (1592) года, месяца мая. Длиною крест шесть вершков. Весом с деревом и мощами 80 золотников.
7. Крест со святыми мощами серебряный, с приделанным вверху ушком. Он устроен довольно массивно, с лицевой стороны ярко вызолочен; мерою в длину и в поперечнике 2-вершковый и по всем четырём концам округленный. На этом кресте с лицевой стороны литое распятие с предстоящими — Богоматерью и Иоанном Богословом; вверху распятие Господа и Дух святый, а внизу глава Адамова, — все литые. Святые мощи в сем кресте положены: 1. Апостола Андрея Первозванного, 2. Апостола Марка евангелиста, З. Апостола Филиппа, 4. князя Владимира, 5. великомученицы Варвары, 6. святителя Германа Казанского, 7. великомученика Димитрия Солунского, 8. святителя Иоанна Златоустого и 9. св. Григория Неокесарийского.
8. Нерукотворенный образ Христа Спасителя 81/2 верш. длиною и 7 верш. шириною, с серебряным позлащенным по полям окладом и с таковым же венцом, обнизанным жемчугом. Св. убрус изображен в облаках с парящими вокруг херувимами и поддерживается двумя ангелами и херувимом в сребропозлащенных венцах; а над ними в полукружии изображено Триипостасное божество, окруженное огнеобразными шестикрылыми серафимами. Образ сей весьма древней греческой живописи, по устному преданию, пожалован в сей монастырь Государем Императором Петром Великим.